# 北京协和礼拜堂
北京协和礼拜堂（Peking Union Church）是中国北京的一座外侨礼拜堂，位于东城区南河沿19号，1922年建成，不属于任何教派，约有350名教友。1928年计划扩建，由美国纽约梅里尔—亨布尔—泰勒建筑师事务所（Merrill，Humble & Taylor Architcts）设计，计划建造两栋二层建筑物，中间用联廊连接。但是后来只建成一栋。目前协和礼拜堂被北京财经学校（原190中）占用，外墙也由灰色改为粉红色。